# 青木信秀
青木 信秀（あおき のぶひで）は、戦国時代の武士。甲斐武田氏の家臣。

## 人物
武川衆7人が連署した永禄10年（1567年）の『下之郷起請文』に名がみえる。